# Suhail

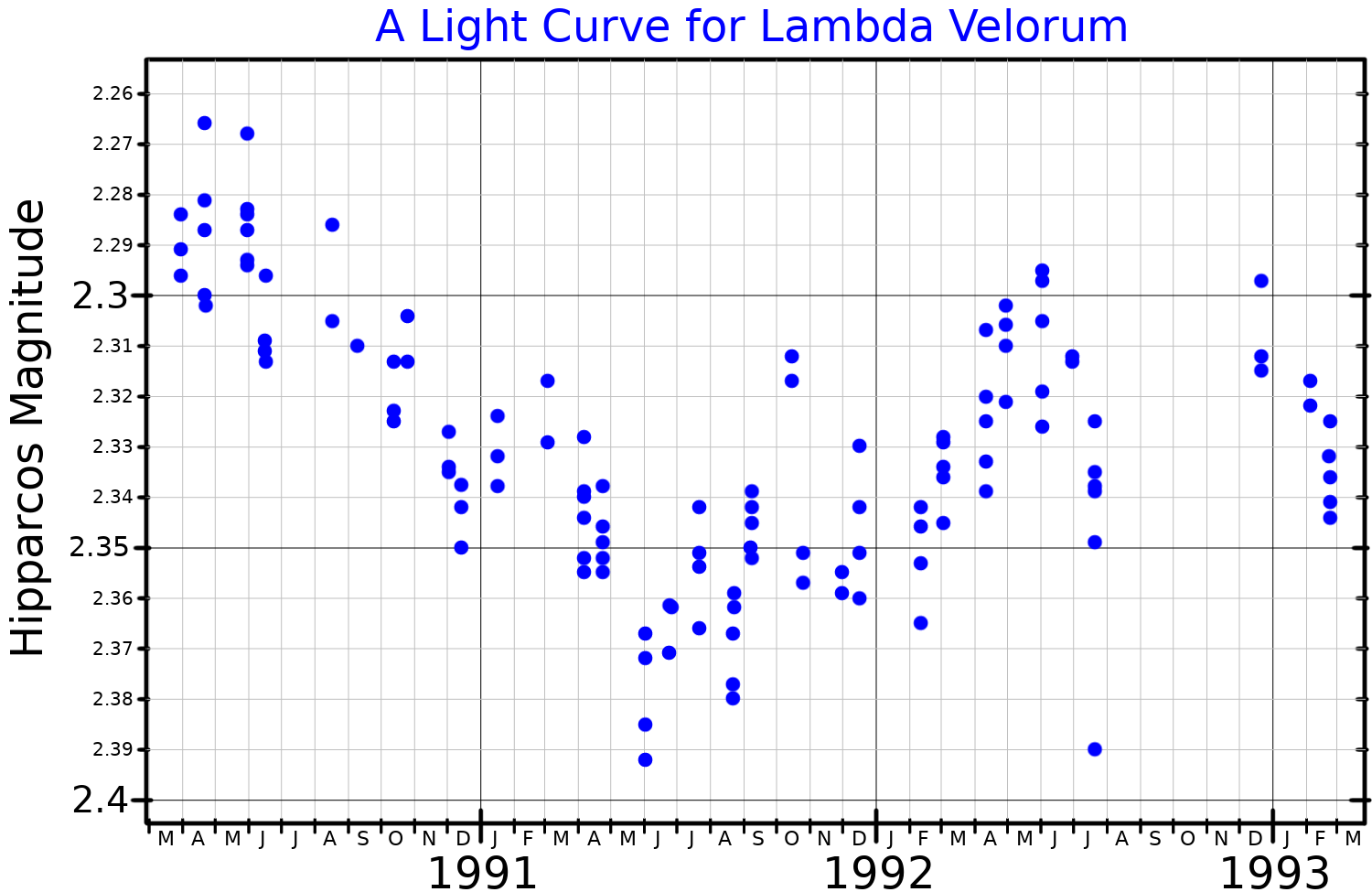
Curva de luz de Suhail (λ Velorum)

Suhail o Alsuhail (λ Velorum / λ Vel / HD 78647 / HR 3634) es la tercera estrella más brillante de la constelación Vela, la vela del navío Argo, después de γ Velorum y δ Velorum. Es una variable irregular cuyo brillo varía entre magnitud aparente +2.14 y +2.30. Se encuentra a 570 años luz del sistema solar.
Suhail es una supergigante o gigante luminosa de tipo espectral K4.5Ib-II de color anaranjado, con una luminosidad de 11 000 soles y una temperatura estimada de 4000 K. Con un diámetro 207 veces más grande que el del Sol, si estuviese situada en el centro del sistema solar llegaría prácticamente hasta la órbita terrestre.
Su masa estimada está entre 9 y 12 masas solares y, como corresponde a estrellas tan masivas, tendrá una vida corta: con una edad aproximada entre 15 y 30 millones de años, se encuentra en una etapa avanzada de su evolución transformando helio en carbono en su núcleo interno. Está justo por encima del límite de masa en el que las estrellas terminan su vida explotando. En dicho supuesto estallará como una espectacular supernova pero si no fuera así concluirá sus días como una enana blanca masiva de oxígeno-neón.